# Alchemilla wischniewskii
Alchemilla wischniewskii är en rosväxtart som beskrevs av Werner Hugo Paul Rothmaler. Alchemilla wischniewskii ingår i släktet daggkåpor, och familjen rosväxter. Inga underarter finns listade i Catalogue of Life.